# 济南动物园
济南动物园是一座位于济南的动物园。园区总面积60公顷，现任馆长是潘丕旗。

## 历史
1960年5月1日开园，最初叫金牛公园，1989年9月8日改为现在名字。2023年9月28日大熊猫馆正式开馆。

## 画廊

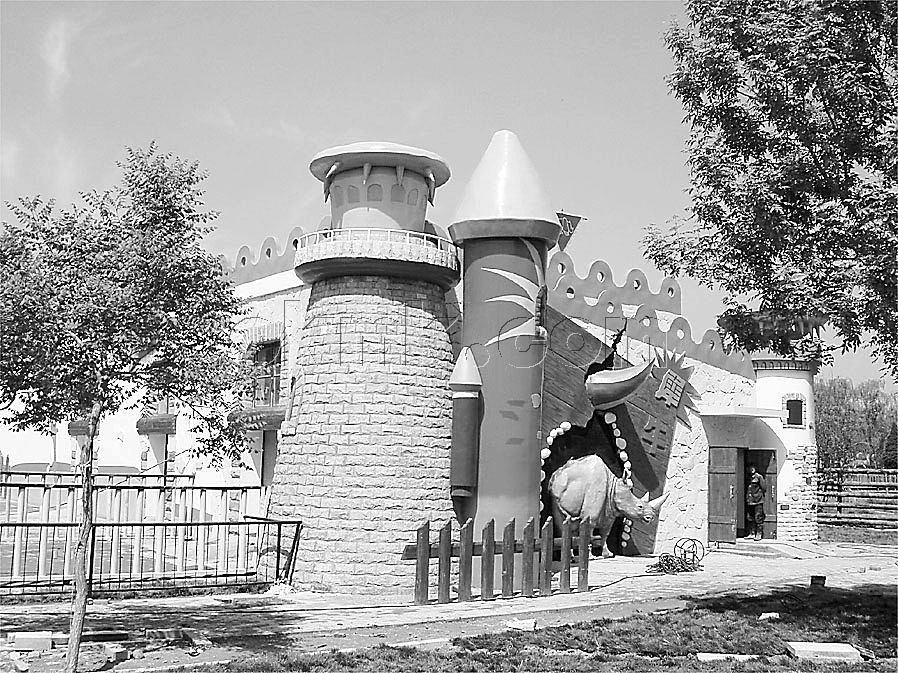
济南动物园
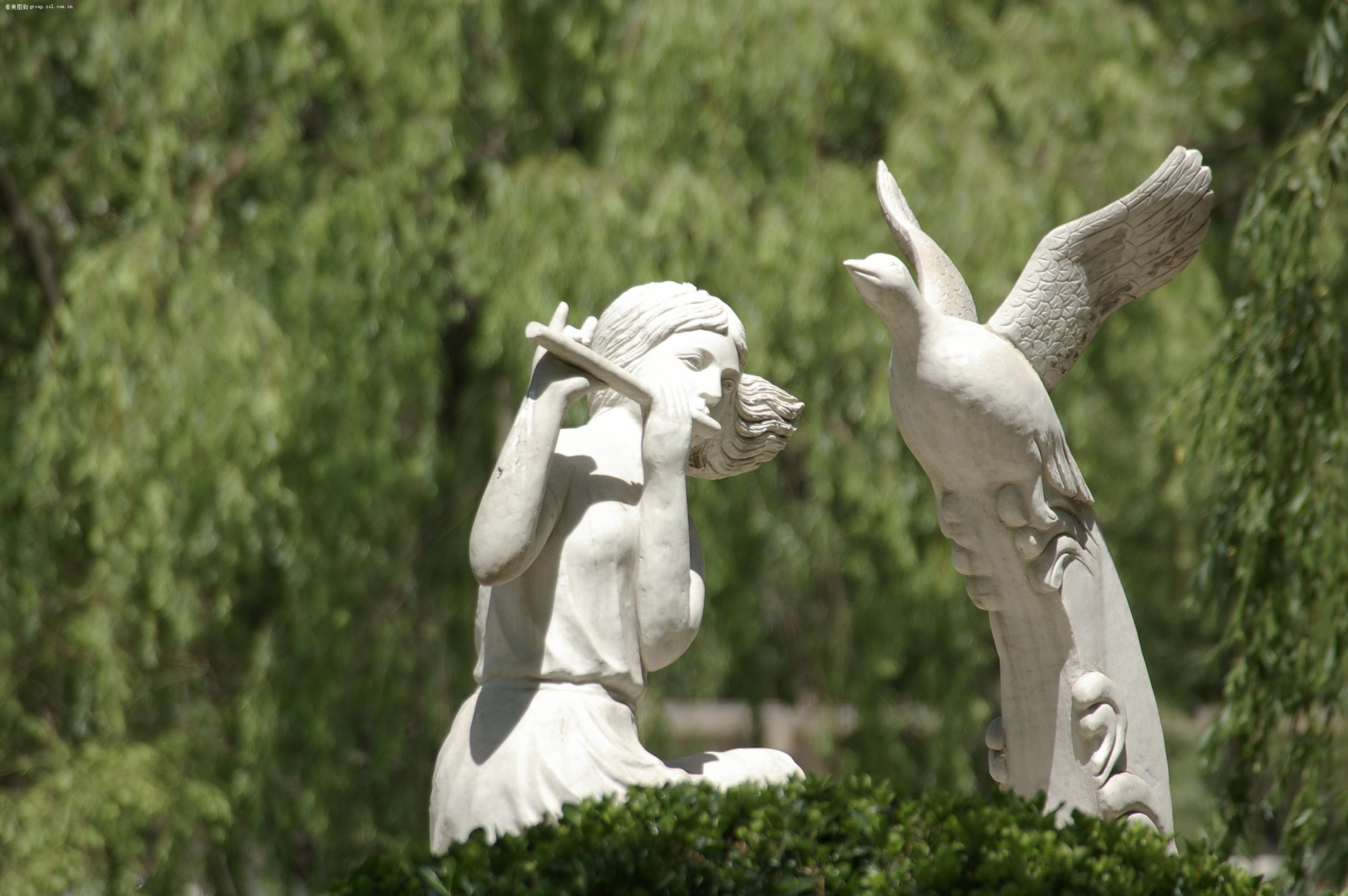
济南动物园
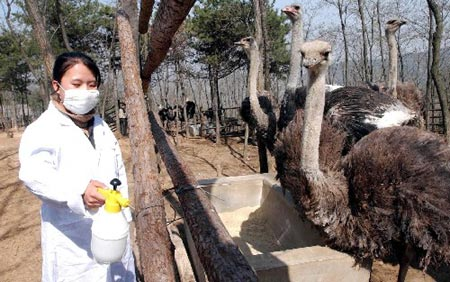
喂养动物

## 交通
- 济南轨道交通2号线济泺路站